# والسوردن
والسوردن (به هلندی: Walsoorden) یک منطقهٔ مسکونی در هلند است که در هولست واقع شده‌است. والسوردن ۱۵۷ نفر جمعیت دارد.